# Distretto di Pichigua
Il distretto di Pichigua è uno degli otto distretti della  provincia di Espinar, in Perù. Si trova nella regione di Cusco.